# Albert Mondet
Albert Mondet (1898) è stato un pallanuotista svizzero.
Ha gareggiato nel torneo di pallanuoto, ai Giochi di Anversa 1920 e di Parigi 1924.